# 愛羅
愛羅（1968年7月23日—），本名羅靜如，臺東市人，臺灣女詩人，手機攝影創作者，作品以現代詩及手機攝影聞名。著作有詩集《孵夢森林：愛羅手機攝影詩集》、《二分之一星光燦爛》、《關於貓與天氣的幾種啟示》、詩攝影集《在你的瞳孔裡種詩：愛羅手機詩攝影》等。合編《雙舞：AI詩圖共創詩選》。擅長以影像創作結合現代詩之圖文書寫，作品具原創性與女性意識；藏玉內斂而欲語不盡的思維，也呈現出女性書寫者獨有的細膩思考方式。

## 作品評論
- 蘇紹連：〈有美人米，才有英雄粥──讀愛羅詩集《二分之一星光燦爛》〉[5]

- 李進文：〈抒情裡的犄角──談愛羅詩集《關於貓與天氣的幾種啟示》〉[6]

## 獲獎
- 2015「第四屆海峽兩岸漂母杯文學獎新詩獎」[7]
- 2015「2015年吳濁流文藝獎現代詩獎」[8]
- 2016「第二屆鍾肇政文學獎現代詩獎」[9]
- 2022 《二分之一星光燦爛》詩集/榮獲「桃園市文化局」與「桃園市立圖書館」獎助出版

- 2022 《關於貓與天氣的幾種啟示》詩集/榮獲「台北市政府文化局」獎助出版 [10]

## 入選
- 2014  入選《台灣1960世代詩人詩選集》。陳皓/陳謙編，(新北：小雅文創，2014)。[11]
- 2014  入選《 與時光。對話》專輯。文字企劃/飛天＆作曲/林兮，(台北：亞洲唱片‧諦聽文化，2014)。[12]
- 2017  入選《堆疊的時空：乾坤詩刊二十週年詩選 現代詩卷》。乾坤詩刊社編，(台北：釀出版，2017)。[13]
- 2017  入選《海星詩刊詩選集》，莫云編，(台北：秀威，2017)。[14]
- 2020  入選《秋水詩選．穿越雲朵的河流》，琹川編，(台北：秋水詩社，2020)。[15]
- 2020  入選《吹鼓吹詩論壇四十號：女力崛起》，陳政彥、李桂媚編，(台北：秀威，2020)。[16]
- 2021  入選《無聲的喧鬧：乾坤詩刊二十五週年詩選 現代詩卷》，乾坤詩雜誌社編，(台北：乾坤詩雜誌社，2021)。[17]
- 2025  入選《幸存者詩刊》：2025第一期，當代海外華語詩人特展。[18]

## 訪談與報導
- 朱國珍「珍正好時光」：與詩人愛羅談《《關於貓與天氣的幾種啟示》》詩集創作與詩觀，兼談手機攝影與詩如何在圖文創作啟蒙更豐富的想像。[19]
- 王寶兒：〈佛寺渡童年 愛羅以詩畫開啟人生之光〉[20]

- 喜菡文學網【心靈島嶼】第三十一集：愛羅談《孵夢森林》與詩藝人生　(喜菡主持)[21]

- 【漢聲廣播電台】「天亮就出發」節目：「孵夢森林」手機攝影詩集介紹、 愛羅 專訪（小雅文創） 的影片資訊(2018-07-27)[22]

- 【漢聲廣播電台】「fb新鮮事」節目：「在你的瞳孔裡種詩：愛羅手機詩攝影」介紹、愛羅 專訪（小雅文創）的影片資訊[23]

- 【漢聲廣播電台】fb新鮮事-廣播節目 2018 - 孵夢森林-手機攝影詩集、 愛羅 專訪（小雅文創）[24]

## 外部連結
愛羅的Facebook
20160806 詩人女史系列講座/愛羅〈手機攝影新視界──在你的瞳孔裡種詩〉 （页面存档备份，存于）